# 升空高飛
《升空高飛》（英語：Hi-Fly），台灣華視時裝航空電視劇，映畫傳播製作，陳浩民、張玉華、庹宗華及江祖平領銜主演，製作人郭建宏、張曼娜。

## 播出時間
- 首播：2004年11月22日—2004年12月15日，每周一至週四21:30~23:00。

## 故事簡介
高振宇（陳浩民飾）是國際航空公司的Instructor pilot。他受過最好的飛行訓練，是公司裡面最出色的正駕駛之一，也是公司開展國際舞台的明日之星。他是任何人眼裡，最耀眼的現代偶像。但是，高振宇卻來自南部一個鄉土家庭。他有著台灣人憨厚的個性，從小就跟著父親學習宋江陣。宋江陣陣仗複雜，從七星陣，蜈蚣陣，梅花陣，八卦陣到五花陣，各有各的學問。對打，是宋江陣的基本結構。高振宇的父親阿力師（龍天翔飾），是非常著名的宋江陣教頭。高振宇的學習過程，就是從這些陣頭對仗裡面，找到了人生奮鬥的耐力跟毅力。
申若雲（張玉華飾）是和高振宇同一家國際航空公司的女性副駕駛。她來自一個飛行家庭，可是，母親並不支持她翱翔藍天。申若雲的父親申大鵬，曾經服役於俗稱海鷗中隊的空軍救難隊，在一次救難任務中，意外殉職，母親新梅（張瓊姿飾）傷心欲絕，從此母女兩相依為命。可是，女兒申若雲卻遺傳了父親的飛行血統，對藍天白雲充滿憧憬。申若雲熱愛飛行，竟然一路報考順利，獲得航空公司錄用，還安排出國受訓，升任副駕駛。
這天，申若雲在飛行模擬器上，作參與實際飛行前的最後幾次訓練。高振宇正是申若雲的指導老師。高振宇並不認識申若雲，加上要求得非常嚴格，結果彼此留下深刻的印象。高振宇匆忙的趕回公司，要求上級依照承諾，給他一個長假。本來上級可以如約給假的，但是陰錯陽差的，假期又打了折。高振宇發現，申若雲的父親申大鵬，是上司過去空軍的老袍澤。高振宇懷疑，申若雲透過關係，在上級那裡打他的小報告，所以，假期打了折。於是，兩個人有了第一個誤會。
這一男一女，都是人中龍鳳，都是國際航空公司的明日之星。男人和女人，不是愛就是恨。恨，有時候也是一種愛。男人和女人有愛有恨，那是老派的說法。現代人的說法是，他們之間有了玫瑰戰爭。

## 演員列表
- 陳浩民飾 高振宇（Joseph）正駕駛，鍾情申若雲，擅長料理及宋江陣。
- 張玉華飾 申若雲（Tina）副駕駛，鍾情高振宇，十足女漢子
- 江祖平飾 宋琳（Christine）空姐，暗戀高振宇，後來發現自己仍然愛著允飛，經過一番波折兩人終於走到一起
- 庹宗華飾 柯允飛（Gary）正駕駛，宋琳前男友，高振宇的對頭，對宋琳仍然有舊情，最後復合成功
- 祝釩剛飾 方偉杰（Michele），原暗戀申若雲，後鍾情高昱臻
- 何妤玟飾 高昱臻，振宇的妹妹，旅行社領隊，鍾情方偉杰
- 張瓊姿飾 新梅（申若雲母），思想保守，一直為若雲找對象
- 龍天翔飾 阿力師（高振宇父），宋江陣教練，在鄉下負責教宋江陣
- 勾峰飾 鄭重（機長）
- 謝易穎飾 阿豐
- 羅志峰飾 阿火
- 李星鋒飾 阿殿
- 楊宗霖飾 阿雷

## 外部連結
- （繁體中文）華視升空高飛官方網站